# Daina
Daina – tradycyjna forma nierymowanej pieśni łotewskiej i litewskiej, najczęściej bardzo krótkiej (do czterech strof), zróżnicowanej pod względem tematyki, metryki, stylistyki i sposobu wykonywania.
Do początku XX w. dainy przekazywane były wyłącznie w formie ustnej, mimo że niektóre liczą ponad tysiąc lat. Wiele z nich zawiera elementy kulturowe z czasów przedchrześcijańskich, na przykład nazwy pogańskich bóstw jak Saule (bogini słońca) czy Meness (bóstwo księżyca), a niekiedy nawet nawiązania do obrzędów magicznych. Dainy ukazują również różne obszary życia społecznego, a nawet politycznego, zawierają aluzje do dawnych tradycji, świąt i zwyczajów erotycznych. Język pieśni jest barwny z różnorodną stylistyką i symbolami. Na przykład pannę symbolizuje często kwiat ruty, natomiast symbolem młodzieńca jest rumak. Utratę dziewictwa wyraża zwiędnięty wianek lub zdeptany przez rumaka ogródek z rutą. Szacuje się, że tylko na Łotwie do naszych czasów przetrwało 218 tysięcy tych utworów.
Na Litwie z kolei do dain zalicza się także stare pieśni wielogłosowe (sutartinės) oraz pieśni żałobne, wykonywane najczęściej przy okazji pogrzebów, ale również, gdy opłakuje się odejście panny młodej z domu w czasie zaślubin (raudos). W 2010 roku sutartinės zostały wpisane na listę niematerialnego dziedzictwa UNESCO.
Dainy stanowiły jeden z filarów folkloru i tożsamości narodowej Łotyszy i Litwinów, zwłaszcza w czasach dominacji krzyżackiej i sowieckiej. Poza tym są skarbnicą danych na temat historii języka łotewskiego i litewskiego.
W Polsce znane są głównie dainy litewskie, których pierwszy zbiór został wydany staraniem Ludwika Rhesy (1776–1840) w Królewcu w roku 1824.